# Lago Rajgrodzkie
Il lago Rajgrodzkie è un lago della Polonia.